# The Zombies
The Zombies sind eine britische Rockband. Die Gründungsmitglieder Rod Argent und Colin Blunstone gelten als die bekanntesten Exponenten. Mit den Liedern She’s Not There, Tell Her No und Time of the Season gelangte die Band in den 1960er Jahren einige Male in die Hitparade. She’s Not There wurde zudem von vielen Musikern gecovert. Mit teilweise wechselnden Mitgliedern wurde die Band seit der Gründung mehrfach reformiert und ist auch heute noch sporadisch aktiv.

## Geschichte
Die Band wurde 1961 in St Albans bei London gegründet, fand nach etlichen Liveauftritten aber erst 1964 in ein Aufnahmestudio. Ihre Hauptsongschreiber waren zu etwa gleichen Teilen Argent und White.
Die Karriere begann vielversprechend mit den beiden Singlehits She’s Not There und Tell Her No, die weiteren Veröffentlichungen floppten jedoch, darunter auch das Debütalbum. Das Begin Here betitelte Werk wurde von Ken Jones produziert und erschien 1965. Es bestand aus Singles, Covers – unter anderem einer Version von Gershwins Summertime – und weiterem Originalmaterial wie I Remember When I Loved Her, I Can’t Make Up My Mind und das von Blunstone (fast) a cappella vorgetragene The Way I Feel Inside.
Nach mehr als einem halben Dutzend erfolgloser Singles erhielt die Band von ihrem alten Label Decca keine Vertragsverlängerung mehr und wechselte im Juni 1967 zu CBS. Doch noch bevor im April 1968 das selbst mitfinanzierte Konzeptalbum Odessey and Oracle erschien, hatten sich die Zombies bereits aufgelöst. Auch diese zweite LP verkaufte sich schlecht, gilt aber rückblickend als wegweisend. Das von Argent und White produzierte Werk ist von Harmoniegesang, Klavier und Mellotron geprägt. Der Schreibfehler im Titel („Odessey“ statt „Odyssey“) geht auf den Gestalter des Covers zurück. Von der Kritik gelobt, taucht das Album heute häufig in Listen mit den „Besten Platten aller Zeiten“ auf, z. B. in der Liste des Rolling Stone Magazine.
Als die Singleauskopplung Time of the Season sich verspätet und überraschend zum letzten Hit und einzigen US-Millionenseller der Band entwickelte, fanden sich Teile der Zombies im Dezember 1968 kurzzeitig wieder im Studio zusammen. Ein drittes Album mit dem Arbeitstitel R.I.P. war in Planung, das zur Hälfte aus neubearbeiteten Zombies-Outtakes der Decca-Phase bestanden hätte. Obwohl fertiggestellt, blieb es damals unveröffentlicht, da die Bandmitglieder mittlerweile andere Interessen hatten und man bald wieder getrennte Wege ging. Die insgesamt zehn Stücke wurden später als CD-Bonus-Tracks verwendet und waren vollständig erstmals in der CD-Box Zombie Heaven versammelt und erschienen schließlich 2008 als eigenständige CD-Veröffentlichung.
Rod Argent hatte bereits 1968 mit seinem Vetter Jim Rodford die Band Argent gegründet. Deren Urmitglieder waren teilweise schon bei den R.I.P.-Stücken eingesprungen. Auch Chris White wirkte als Songschreiber bei dem neuen Bandprojekt mit. Paul Atkinson wurde A&R-Manager bei CBS und nahm unter anderem ABBA unter Vertrag. Er starb 2004 im Alter von 58 Jahren in Santa Monica, Kalifornien. Hugh Grundy arbeitete ebenfalls als A&R-Mann bei CBS, zog sich aber später aus dem Musikgeschäft zurück. Colin Blunstone startete eine Solokarriere und veröffentlichte 1969 drei Singles unter dem Pseudonym Neil MacArthur, angefangen mit einer zeitgemäßen Einspielung des Zombies-Hits She’s Not There. Ab 1971 veröffentlichte er unter seinem bürgerlichen Namen, wobei fortan bei fast allen seiner Soloprojekte Argent und White als Musiker, Produzenten und Songschreiber für ihn tätig waren.
The Zombies wurden 2019 mit der Besetzung Rod Argent, Paul Atkinson, Colin Blunstone, Hugh Grundy und Chris White in die Rock and Roll Hall of Fame in die Kategorie Performers (Interpreten) aufgenommen. Die Einführung bei der Zeremonie übernahm Susanna Hoffs.

## Reunions
1990 versammelten Chris White, Hugh Grundy und Colin Blunstone neue Musiker um sich, um als Zombies das Album The Return of the Zombies (in einigen Ländern erst 1991 unter dem Namen New World erschienen) aufzunehmen. Rod Argent und Paul Atkinson waren nur als Gastmusiker beteiligt.
Im Jahr 2001 brachten Colin Blunstone und Rod Argent als Gemeinschaftsprojekt das Album Out of the Shadows heraus. An der Produktion und der nachfolgenden Tour für das Album waren die Musiker Mark Johns, Jim Rodford (Ex-Argent/-Kinks) und dessen Sohn Steve Rodford beteiligt. Da Mark Johns gleichzeitig auch mit Ray Davies zusammenarbeitete, wurde er bald durch Keith Airey ersetzt. Bei der nächsten Zusammenarbeit von Blunstone und Argent wurde 2004 für das Album As Far As I Can See … der alte Bandname The Zombies reaktiviert.
2008 fanden sich die überlebenden vier Originalmitglieder der Band (Blunstone, Argent, White und Grundy) für eine Serie von Liveauftritten wieder zusammen, bei denen unter anderem – anlässlich des 40-jährigen Jubiläums seines Erscheinens – erstmals die Stücke des Albums Odessey and Oracle dargeboten wurden.
2010 löste Tom Toomey Keith Airey an der Gitarre ab und 2011 veröffentlichten The Zombies featuring Colin Blunstone & Rod Argent mit Breathe Out, Breathe In ein weiteres Album, das allenthalben gute Kritiken erhielt.

## Besetzung

### Gründungsmitglieder
(siehe Tabelle)

### Andere Bandmitglieder
- Rick Birkett – Gitarre (1969)
- Sebastian Santa Maria – Keyboard (ab 1990)

### Besetzung 2001–2007
- Rod Argent – Keyboard
- Colin Blunstone – Gesang, Gitarre
- Mark Johns oder Keith Airey – Gitarre
- Jim Rodford – Bass
- Steve Rodford – Schlagzeug

### Aktuelle Besetzung
- Colin Blunstone
- Rod Argent
- Sören Koch
- Steve Rodford
- Tom Toomey – Gitarre (ab 2010)

## Diskografie

### Alben
Studioalben
- Begin Here (1965) (erstes Album in Europa)
  - The Zombies (1965) (erstes Album in den USA, z. T. andere Stücke als Begin Here)
- Odessey and Oracle (1968)
- The Return of the Zombies (1990) / New World (1991)
- As Far As I Can See … (2004)
- Breathe Out, Breathe In (2011)
- Still Got That Hunger (2015)
- Different Game (2023)

Livealben
- Five Live Zombies (1989)
- Live at the Bloomsbury Theatre (2005)
- Odessey & Oracle {revisited} – 40th Anniversary Concert (2008)

Zusammenstellungen
- Time of the Zombies (1972)
- 1964–1967 (1995)
- Zombie Heaven (1997) (4-CD-Sammlung mit sämtlichen Aufnahmen vor der 1969er Auflösung)
- Singles Collection (1964–1969) (2000)
- Live at the BBC (2003)
- The Singles As and Bs (2005)
- The Ultimate Zombies – Original Hits (2007)
- Into the Afterlife (2007) (frühe Argent-Demos, Blunstone-Solomaterial, Spezialmixe)
- R.I.P. (2008)
- Recorded Live at Metropolis Studios, London (2014)

EPs
- The Zombies (1965 – Kind of Girl, Sometimes, It’s Alright with Me, Summertime)

Chartplatzierungen

| Jahr | Titel                  | Höchstplatzierung, Gesamtwochen, AuszeichnungChartplatzierungen (Jahr, Titel, Platzierungen, Wochen, Auszeichnungen, Anmerkungen) | Höchstplatzierung, Gesamtwochen, AuszeichnungChartplatzierungen (Jahr, Titel, Platzierungen, Wochen, Auszeichnungen, Anmerkungen) | Anmerkungen                                 |
| Jahr | Titel                  | UK | US | Anmerkungen                                 |
| ---- | ---------------------- | --- | --- | ------------------------------------------- |
| 1965 | The Zombies            | — | US39 (17 Wo.)US |                                             |
| 1969 | Odessey & Oracle       | — | US95 (13 Wo.)US | Platz 80 der Rolling Stone 500 (Liste 2003) |
| 2008 | The Zombies and Beyond | UK43 (1 Wo.)UK | — |                                             |

### Singles
Singles (UK)
- She’s Not There / You Make Me Feel Good (1964)
- Leave Me Be / Woman (1964)
- Tell Her No / What More Can I Do (1965)
- She’s Coming Home / I Must Move (1965)
- Whenever You’re Ready / I Love You (1965)
- Is This the Dream / Don’t Go Away (1965)
- Remember You / Just Out of Reach (1966)
- Indication / How We Were Before (1966)
- Gotta Get a Hold of Myself / The Way I Feel Inside (1966)
- Goin’ Out of My Head / She Does Everything for Me (1967)
- Friends of Mine / Beechwood Park (1967)
- Care Of Cell 44 / Maybe After He’s Gone (1967)
- Time of the Season / I’ll Call You Mine (1968)
- Imagine the Swan / Conversation Off Floral Street (1969)

Zusätzliche US-Singles
- I Want You Back Again / I Remember When I Loved Her (1965)
- Butcher’s Tale / This Will Be Our Year (1968)
- If It Don’t Work Out / Don’t Cry For Me (1969)

Chartplatzierungen

| Jahr | Titel Album                           | Höchstplatzierung, Gesamtwochen, AuszeichnungChartplatzierungen (Jahr, Titel, Album, Platzierungen, Wochen, Auszeichnungen, Anmerkungen) | Höchstplatzierung, Gesamtwochen, AuszeichnungChartplatzierungen (Jahr, Titel, Album, Platzierungen, Wochen, Auszeichnungen, Anmerkungen) | Anmerkungen                     |
| Jahr | Titel Album                           | UK | US | Anmerkungen                     |
| ---- | ------------------------------------- | --- | --- | ------------------------------- |
| 1964 | She’s Not There The Zombies [US]      | UK12 Silber · (11 Wo.)UK | US2 (15 Wo.)US | Platz 291 der Rolling Stone 500 |
| 1965 | Tell Her No The Zombies [US]          | UK42 (5 Wo.)UK | US6 (11 Wo.)US |                                 |
| 1965 | She’s Coming Home Time of the Zombies | — | US58 (6 Wo.)US |                                 |
| 1965 | I Want You Back Again –               | — | US95 (3 Wo.)US |                                 |
| 1969 | Time of the Season Odessey & Oracle   | UK— SilberUK | US3 Gold · (13 Wo.)US | aufgenommen 1967                |

Alle fünf Chartsingles wurden von Rod Argent geschrieben.

### Soloalben
Colin Blunstone
- One Year (1971)
- Ennismore (1972)
- Journey (1974)
- Planes (1976)
- Never Even Thought (1978)
- Late Nights In Soho (1979)
- Echo Bridge (1995)
- The Light Inside (1998)

Rod Argent
- Moving Home (1978)
- Red House (1988)
- Classically Speaking (1999)

Chris White
- Mouth Music (1976)

mit White Circle:
- The Key (2007)

Argent (Band)
- Argent (1970)
- Ring of Hands (1971)
- All Together Now (1972)
- In Deep (1973)
- Nexus (1974)
- Encore: Live in Concert (1974)
- Circus (1975)
- Counterpoints (1975)